# Vendredi saint
Pour les articles homonymes, voir Vendredi (homonymie).
Le Vendredi saint est la commémoration religieuse célébrée par les chrétiens le vendredi précédant le dimanche de Pâques. Il marque le jour de la crucifixion et de la mort de Jésus-Christ. Il fait partie du triduum pascal, qui s'étend du Jeudi saint (commémoration du dernier repas du Christ avec ses apôtres) aux vêpres du dimanche de Pâques. Appelé vendredi adouré ou adoré (du latin adorare) pendant le Moyen Âge en France, le vendredi saint est aussi connu comme le « Grand vendredi » ou « Saint et grand vendredi » dans la tradition orthodoxe.
Ce jour est férié dans un grand nombre de pays ou de régions, en Europe (Allemagne, Espagne, Portugal, Italie, Royaume-Uni, Suisse, Lettonie, ...), au Liban, en Amérique (Argentine, Brésil, Canada, Chili, 12 des 50 États des États-Unis...), en Afrique (Éthiopie, Kenya, Nigeria…) et en Asie (Hong Kong, Inde, Indonésie, Macao…).
C'est également un jour férié pour les départements français de la Moselle, du Bas-Rhin, du Haut-Rhin.
Bien qu'il ne soit pas légalement férié, ce jour est généralement chômé dans les collectivités territoriales de la Martinique, de la Guadeloupe et de la Guyane.[réf. nécessaire]

## Objet de la commémoration
Le Vendredi saint est la commémoration de la Passion et de la crucifixion de Jésus-Christ.
La mort du Christ et la foi en sa Résurrection sont fondamentales pour le christianisme ; ce jour est donc célébré par toutes les Églises chrétiennes. Il s'agit d'un jour de tristesse et de méditation sur la signification de cette mort.

## Rites catholiques

### Jeûne
L'Église catholique préconise de jeûner si l'on est en bonne santé et âgé entre 14 et 65 ans (« privation substantielle de nourriture selon l’âge et les forces de chaque chrétien ») le Vendredi saint. L'abstinence est également requise entre 7 et 70 ans (ne pas manger de viande).
Elle inclut le Vendredi saint et le Samedi saint dans le jeûne pascal, conformément à l’article 110 de Sacrosanctum Concilium. Dans l’Église latine, un jour de jeûne signifie un seul repas complet, deux petites collations étant permises le matin et le soir à condition que les deux ensemble ne correspondent pas à un repas complet,. Cette règle peut être observée moins rigoureusement le Samedi saint que le Vendredi saint.

### Liturgie

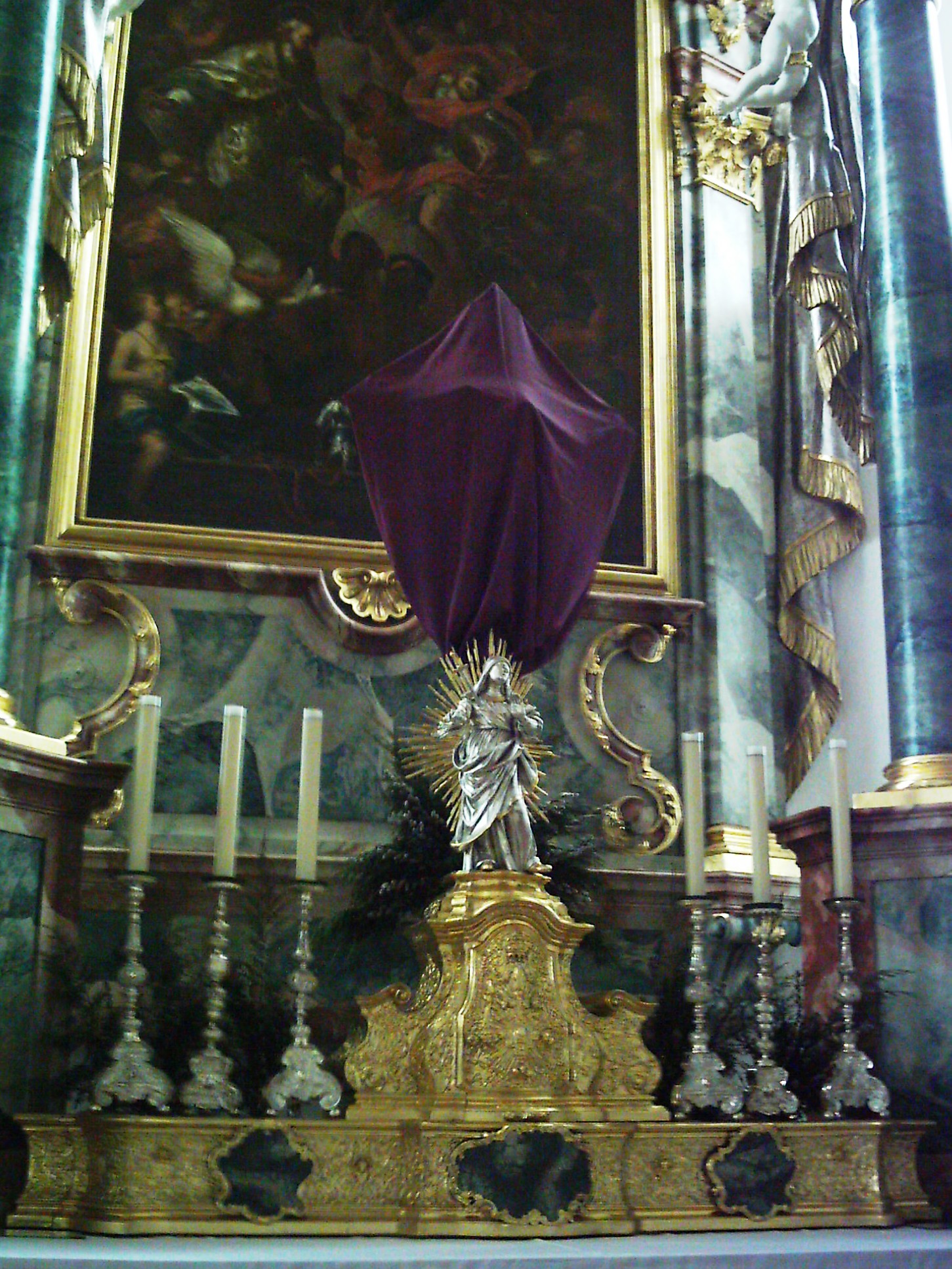
Les églises catholiques ont coutume de voiler les crucifix le dimanche quinze jours avant Pâques et de les dévoiler le Vendredi saint.

Des offices additionnels sont tenus en ce jour avec des lectures de l'Ancien et du Nouveau Testament.
L'office catholique central et solennel de ce jour, appelé « office de la Passion » ou « messe des Présanctifiés », fait partie du temps de la Passion de l'année liturgique. Cet office, dont la composition emprunte sa plus grande partie à une messe, n'en est cependant pas une (il y a bien communion mais pas consécration, les hosties déjà consacrées étant amenées à l'autel dans un ou des ciboire(s)). Sa structure principale est la suivante :
- Prostration des prêtres et autres ministres du culte.
- Trois lectures. La première est issue du Livre d'Isaïe et la seconde de l'Épître aux Hébreux. La troisième est prépondérante par rapport aux deux autres car bien plus longue que les deux précédentes et narrant la Passion du Christ selon saint Jean.
- Brève homélie.
- La Grande Prière universelle, qui est en fait une série de prières d'intercession. Elle est déployée plus que lors de tout autre dimanche ou solennité de l'année. Parmi celles-ci, il y a la prière pour la conversion des Juifs qui, avant sa modification en 1962, eut pris une connotation controversée.
- Adoration de la Croix. En l'église où est célébré l'office, la grande croix est portée en procession jusqu'au lieu du sacrifice eucharistique pour son ostension et son adoration qui alterne hymnes (dont les Impropères et certaines pièces du répertoire sacré telles que, par exemple, le Miserere et le Stabat Mater) et silence; rite prenant sa source dans la liturgie de Jérusalem des premiers temps.
- Communion avec des hosties consacrées la veille au soir à la messe de la Cène du Seigneur et transportées solennellement au reposoir[8].
- Après la bénédiction finale, tous se retirent en silence.

La prière Oremus et pro perfidis Judaeis a comporté pendant plusieurs siècles une mention avilissante pour les Juifs (« juifs perfides »). Cette mention a été supprimée par Jean XXIII en 1959, et le concile Vatican II a clarifié la position de l'Église catholique sur les relations avec le judaïsme dans la déclaration Nostra Ætate en 1965. Benoît XVI a modifié la prière « pour la conversion des juifs » du missel tridentin, en 2008, et en 2021 le motu proprio Traditionis custodes du pape François a annulé l'élargissement des conditions de célébration de la messe selon le  rite tridentin.
Les crucifix voilés depuis le samedi de la quatrième semaine de carême (les images le sont aussi en ce jour) sont dévoilés à l'issue de la célébration.

### Processions

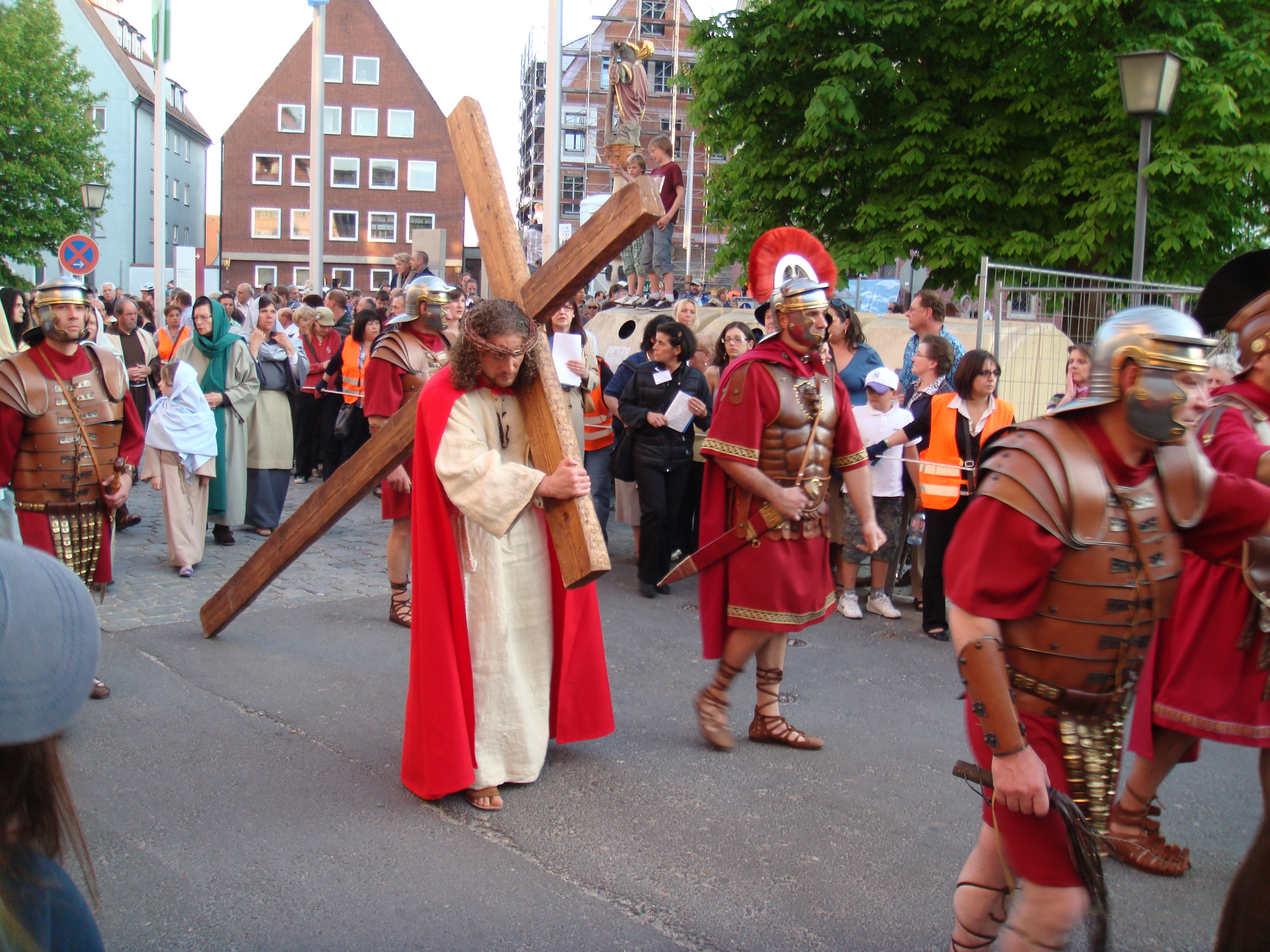
Procession du Vendredi saint à Ulm.

Les processions du Vendredi Saint sont séparées en deux groupes, en fonction du moment de leur célébration, avant ou après la célébration de l'Office de la Passion: les processions de la Passion, dont la plus répandue est celle du Chemin de Croix (ou Via Crucis), et les processions du Christ-Mort, aussi connues comme entierro ou enterrement du Christ, qui ont lieu à la nuit tombée.

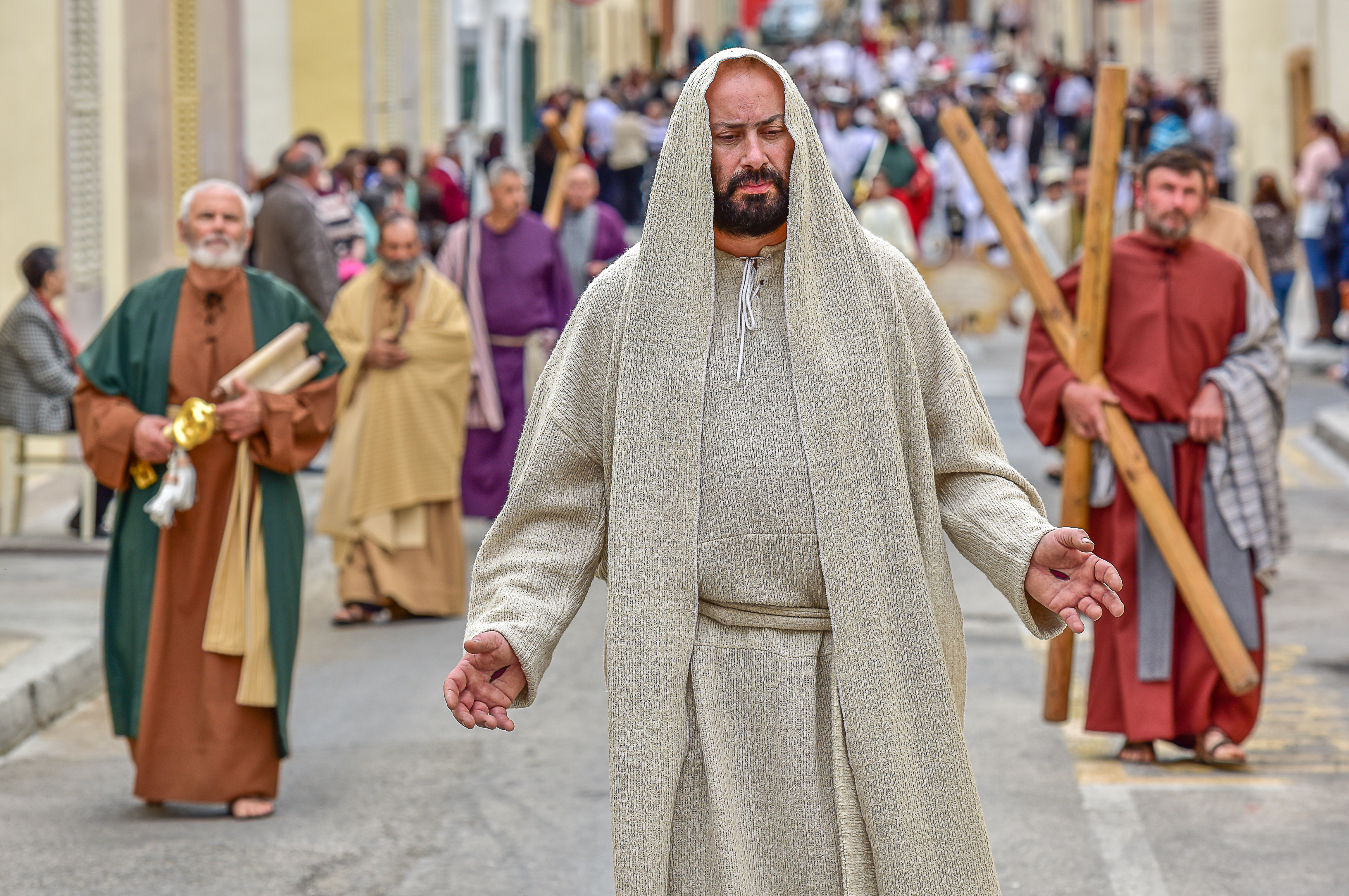
Procession du Vendredi saint à Malte, en 2017.

Dans la tradition catholique, le Chemin de croix tend à méditer, ou même à reproduire, notamment en Amérique latine et aux Philippines, la Passion du Christ. Des chemins de croix en quatorze stations, commémorant chaque scène conduisant à la crucifixion, ont également lieu; ces derniers ont souvent lieu à midi ou à trois heures de l'après-midi (heure de la mort du Christ).[réf. nécessaire]
De nombreuses processions ont lieu à travers le monde pour la Semaine sainte ou simplement le Vendredi saint.
En France, la tradition des processions se poursuit de nos jours telles que celle du Catenacciu en Corse, en particulier celui de Sartène,, mais aussi celle de la Sanch à Perpignan et dans le reste du Roussillon.
En Allemagne, des « Portements de croix vivants » (Lebendiger Kreuztracht) ont lieu dans les régions du sud, comme à Wiedenbrück, à Ulm et à Neu-Ulm, ainsi qu'à Stuttgart-Bad Cannstatt.
En Belgique, à Lessines, depuis au moins le XVe siècle, le Vendredi Saint est synonyme de Mise au Tombeau. À l'issue de l'office, la procession de pénitents escorte le gisant du Christ dans les rues de la vieille ville, plongée dans l'obscurité, au son des tambours, des crécelles et des chants de lamentations ; pénitents porteurs de torches et de grandes lanternes, jeunes filles en capes noires accompagnant avec leurs petites lanternes la statue de Notre-Dame des Sept Douleurs, chantres, prêtres en chapes noires et rouges, "deuillantes" en mantille composent un étrange cortège funèbre qui réintègre ensuite l'église Saint-Pierre où s'effectue la Mise au Tombeau du Christ.
Mais c'est surtout en Espagne et en Italie que les processions du Vendredi saint sont les plus impressionnantes, de même que dans les pays d'Amérique latine. Les plus connues mondialement sont probablement celles de la Semaine sainte à Séville.

## Rite byzantin

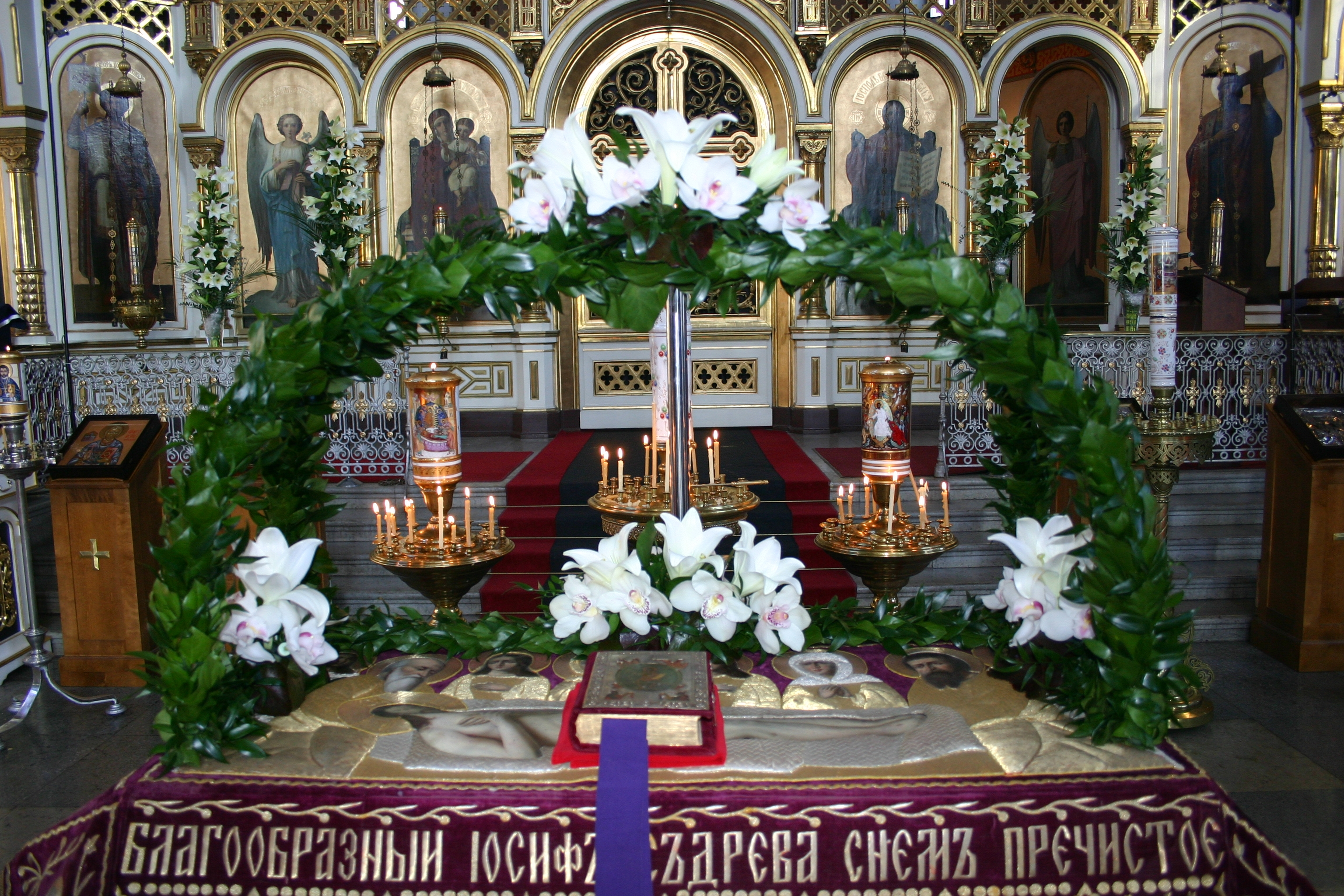
Fleurissement de la représentation du Sépulcre du Christ dans une église russe, le Vendredi saint.

Dans la plupart des Églises orthodoxes, un jeûne rigoureux (abstention totale de nourriture) est demandé le Vendredi saint au moins jusqu'aux Vêpres, pourvu que l'âge et l'état de santé des fidèles le permette.
L'office des matines a conservé, contrairement à celui du reste de l'année, influencé par les usages palestiniens, la marque des traditions de la Grande Église de Constantinople. Pendant ces matines spécifiques, appelées Office des douze Évangiles, sont chantées quinze antiphones, au début de l'office, après quoi l'ordo est semblable à celui observé habituellement en carême. Le canon est un triode (à trois odes au lieu de huit) dont l'acrostiche est « Avant le Sabbat ». La particularité principale de cet office est que tout au long de son déroulement sont lues douze péricopes évangéliques qui relatent les derniers enseignements du Christ aux apôtres; lecture à laquelle se mêlent hymnes, méditations, tintements de cloches ainsi que la prière sacerdotale (première lecture, Jean 13,31 - 18,1), puis l'accusation par les Juifs, la condamnation devant Pilate, la Crucifixion et l'ensevelissement, issus des quatre évangiles.
Les heures suivent le déroulement de l'office des heures royales, avec la lecture de psaumes propres, le chant de stichères, et des lectures de l'ancien testament, des épîtres et des évangiles.
Aux vêpres, en plus des lectures de l'ancien testament, on lit une épître et une péricope évangélique ; lorsque le chœur entonne l'apolytikion, le clergé sort du sanctuaire en portant l'épitaphion, une représentation du Christ gisant au tombeau, et vient la déposer au milieu de l'église, pendant que les fidèles s'agenouillent. À la fin de l'office, les fidèles vénèrent l'épitaphion en se prosternant.

## Protestantisme

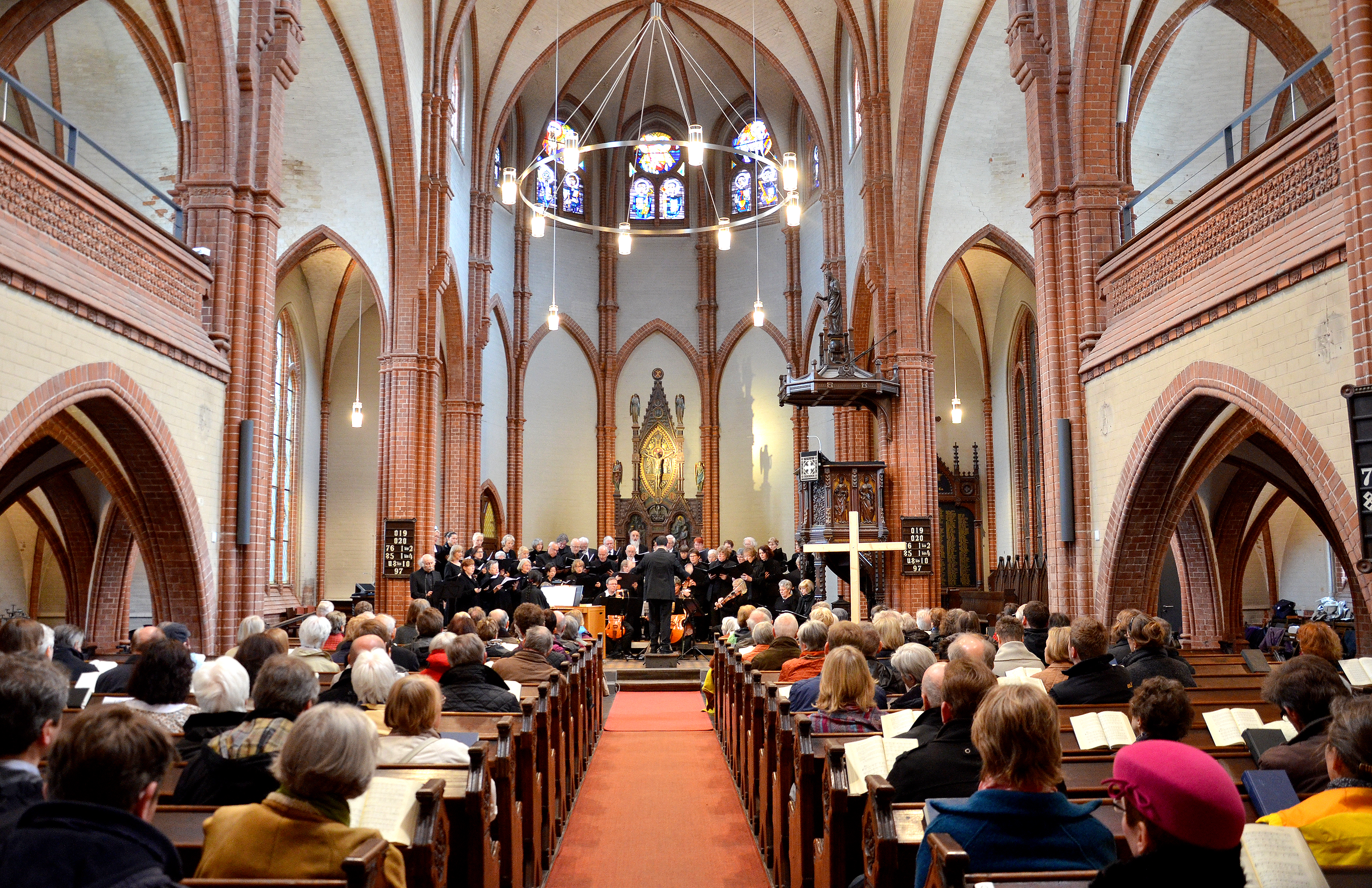
Service du vendredi saint dans une église luthérienne à Hanovre, Allemagne, 2014.

Plusieurs églises protestantes organisent un service interconfessionnel avec Sainte-Cène .

## Calendrier
Le Vendredi saint est célébré deux jours avant Pâques, et est donc une commémoration mobile, toujours comprise entre le 20 mars et le 23 avril. En raison de la réforme du calendrier grégorien, il n'est pas célébré aux mêmes dates par toutes les Églises, les chrétiens orthodoxes ayant pour la plupart conservé le calendrier julien comme base de leur calendrier liturgique.
Ce jour est férié dans un grand nombre de pays dont une partie de la population est chrétienne, par exemple en Allemagne, en Angola, au Canada, en Espagne, en Finlande, en Italie, en Nouvelle-Zélande, aux Pays-Bas, au Portugal, au Royaume-Uni, en Suède ou encore dans certains cantons suisses.

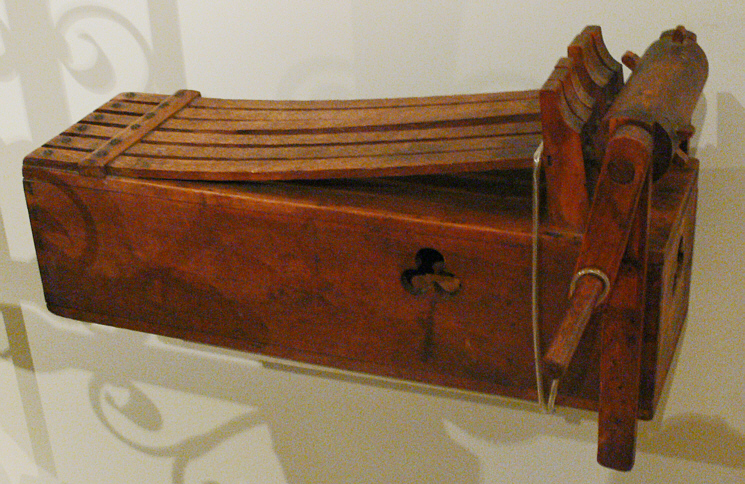
Cliquet du Vendredi saint, Allemagne, XIXe siècle.

En France, le Vendredi saint est également férié en Alsace (Bas-Rhin et Haut-Rhin) et en Moselle. Dans ces trois départements, la journée n'est chômée que dans les communes où se trouve un temple protestant ou une église mixte. En 1957, en Alsace, les fidèles affluaient dans les églises protestantes et certains qui n’allaient jamais au culte tenaient à être présents ; on parlait d'ailleurs des « chrétiens du Vendredi saint ». Pour les catholiques, cette commémoration religieuse était moins célébrée. En sorte que, dans certains villages mixtes, les paysans catholiques romains s'arrangeaient pour rentrer le fumier devant leurs concitoyens protestants endimanchés… qui leur rendaient la pareille en travaillant ostensiblement le 15 août, fête de l'Assomption,.
Les cloches ne sonnent pas pendant le Vendredi saint. Dans certains pays comme l'Allemagne, ou certaines régions (Alsace et Lorraine), elles sont remplacées par des crécelles pour annoncer l'Angélus et l'office.

## Divers
- Durant des siècles, les Juifs ont été tenus d'assister à un sermon spécial le Vendredi saint (dont l'exorde « Oremus et pro perfidis Judaeis »), occasion de nombreuses émeutes populaires contre eux[21], s'ajoutant à celui du samedi, avant de se rendre à la synagogue[22],[23].
- Dans l'opéra Parsifal, de Richard Wagner, l'acte III, scène 1, se situe pendant le Vendredi saint et se traduit par un long passage symphonique connu sous le nom de L'Enchantement du Vendredi saint[24]. Ce passage, qui exprime l'émerveillement devant la beauté de la nature lors de la scène de la clairière, est souvent joué seul en concert.
- L'« Accord du Vendredi saint » (Good Friday agreement), signé 10 avril 1998 entre les gouvernements irlandais et britannique, a ouvert la voie à un processus de paix dans le conflit nord-irlandais.
- Traditionnellement, la Bourse de Paris est fermée le Vendredi saint, tout comme le lundi de Pâques, soit quatre jours sans cotation[25].
- Selon le Malleus Maleficarum, tirer à l'arc sur un crucifix le Vendredi Saint permettrait de tuer quelqu'un à distance[26]. Le diable transporterait les flèches tirées vers la victime, même si celle-ci se cache. Ceci est considéré comme un acte de sorcellerie.